# Stadion Mogoșoaia
Stadion Mogoșoaia – stadion piłkarski w Mogoșoai niedaleko Bukaresztu, w Rumunii. Obiekt może pomieścić 2000 widzów i jest częścią otwartego w 2005 roku centrum treningowego rumuńskiej federacji piłkarskiej. Stadion był także jedną z aren piłkarskich Mistrzostw Europy U-19 2011. Zostały na nim rozegrane trzy spotkania grupowe turnieju oraz jeden półfinał.